# ロバート・ストロンバーグ
ロバート・ストロンバーグ（Robert Stromberg、1965年 - ）は、アメリカ合衆国の映画監督。

## 映画

### 監督作品
- マレフィセント

### 美術監督
- BFG: ビッグ・フレンドリー・ジャイアント
- オズ はじまりの戦い
- アリス・イン・ワンダーランド
- アバター